# Tuz Churmatu
Tuz Churmatu (arabisch طوز خورماتو, DMG Ṭūz Ḫūrmātū, auch Tûz Xûrmatû oder kurz Tuz; kurdisch دووزخورماتوو Dûzxurmatû; turkmenisch Tuzhurmatu; englisch Tuz Khurmatu / Khurmato) ist eine irakische Stadt im Gouvernement Salah ad-Din auf der Hauptstraße 2 von Kirkuk nach Bagdad am Fluss Ak Su. Die Stadt hat 59.189 Einwohner (Stand 2010) und liegt 220 m hoch.
Die Bevölkerung setzt sich aus Turkomanen, Kurden und Arabern zusammen. Kleinere Minderheiten sind unter anderem die Aramäer und Assyrer. Um die mehrheitlich turkmenisch besiedelte Stadt kam es im November 2012 zu Auseinandersetzungen zwischen irakischer Armee und kurdischen Peschmerga der Autonomen Region Kurdistan.

## Persönlichkeiten
Der irakisch-deutsche Schriftsteller Zuhdi Al-Dahoodi (1940–2017) wurde in Tuz geboren.